# Onex-Confignon

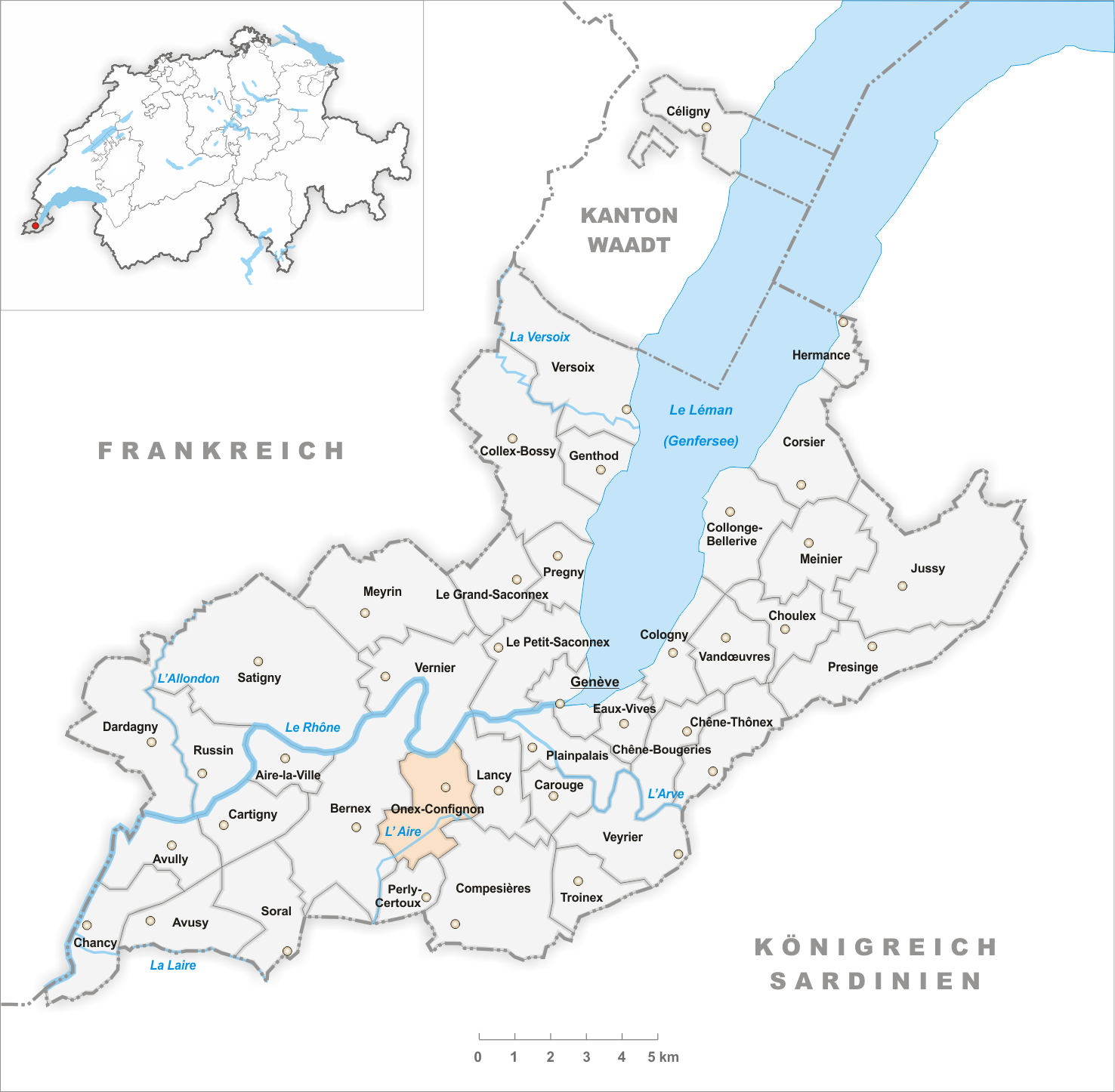
Gemeindestand vor der Fusion am 1. Januar 1851

Onex-Confignon war nach der Abspaltung von Bernex von der ehemals savoyischen, seit 1793 französischen und seit 1816 schweizerischen Gemeinde Bernex-Onex-Confignon im Jahre 1850 für wenige Monate eine politische Gemeinde. Bereits 1851 spaltete sich Onex-Confignon in die heutigen Gemeinden Onex und Confignon auf.